# Zoom (lente)

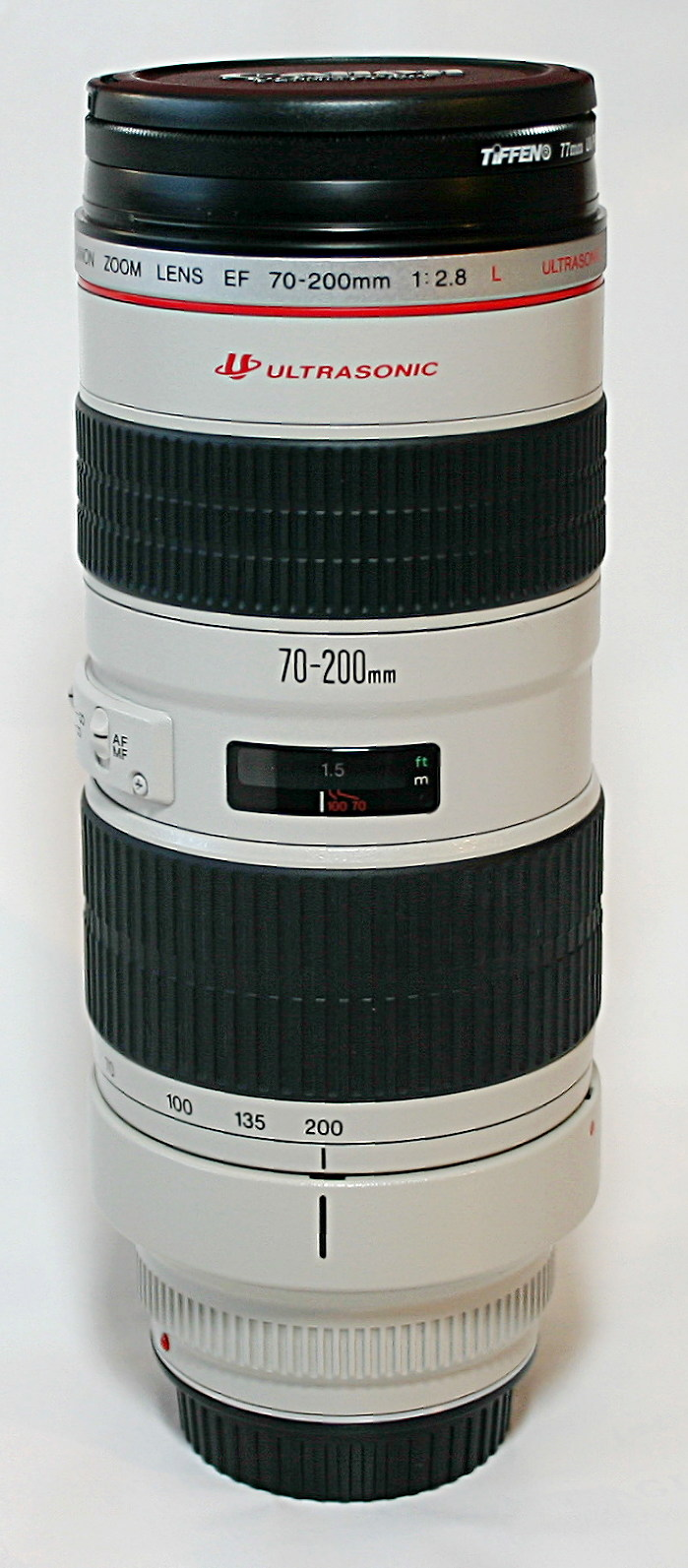
Objetiva Zoom Canon EF 70-200mm

Esquema do zoom

Zoom [zum] (do inglês "zoom lens") é um tipo de lente fotográfica e cinematográfica de distância focal variável, permitindo, assim, uma mudança do enquadramento das fotos sem a necessidade de reposicionamento do fotógrafo ou troca de lentes. O fator de zoom é dado pelo quociente da máxima distância focal pela mínima distância focal. O zoom não é capaz de indicar o ângulo de visão de uma dada lente. Lentes com o mesmo fator de zoom podem apresentar intervalos de ângulos de visão diferentes e assim produzir resultados diferentes.
O controle do enquadramento de uma imagem é possível através da distância focal e não o zoom de um dado dispositivo ótico, que, na verdade, está relacionado com a versatilidade do mesmo e não com o ângulo de visão que ele apresenta.
As objetivas zoom costumam indicar o intervalo de distâncias focais que conseguem atender pela notação "Min-Max mm", onde "Min" é a distância focal mínima em número absoluto, "Max" é a distância focal máxima em número absoluto e "mm" é a unidade de milímetros para ambas as distâncias focais. Alguns exemplos de lentes zoom são: 

| Notação da lente | Mínima distância focal | Máxima distância focal | Zoom   | Máximo ângulo de visão* | Mínimo ângulo de visão* |
| 35-70mm          | 35mm                   | 70mm                   | 2X     | 62,45°                  | 33,73°                  |
| 200-400mm        | 200mm                  | 400mm                  | 2X     | 12,11°                  | 6,07°                   |
| 15-35mm          | 15mm                   | 35mm                   | 2,33X  | 109,49°                 | 62,45°                  |
| 28-105mm         | 28mm                   | 105mm                  | 3,75X  | 74,31°                  | 22,85°                  |
| 18-200mm         | 18mm                   | 200mm                  | 11,11X | 99,38°                  | 12,11°                  |

- ângulos de visão calculados para objetos distantes e para a diagonal de uma mídia no formato 135.

O início da produção das lentes zoom se deu no ano de 1959 e, no início, os resultados obtidos eram muito pouco satisfatórios, o que lhes rendeu impopularidade por parte dos fotógrafos. Sua praticidade e o constante aumento da qualidade ótica oferecida pelos fabricantes acabou por popular tais objetivas, fazendo das mesmas itens praticamente obrigatórios nas câmeras compactas.

## Zoomóptico ezoomdigital
O zoom óptico trata-se daquele produzido pela variação da distância focal da objetiva, já o zoom digital nada mais é do que um artifício que corta a imagem capturada. Em alguns casos, o zoom digital também redimensiona o arquivo cortado, através de um processo de interpolação, gerando uma redução artificial do ângulo de visão capturado, porém com degradação significativa da qualidade da imagem.